# Dumont (Texas)
Dumont è una comunità non incorporata degli Stati Uniti d'America della contea di King nello Stato del Texas. La comunità aveva una popolazione stimata di 85 abitanti nel 2000, rendendola la seconda più grande comunità nella contea scarsamente popolata, dietro il capoluogo della contea di Guthrie.

## Geografia fisica

### Territorio
Si trova nell'estremo angolo nord-occidentale della contea, vicino alla linea di confine con la contea di Dickens.

### Clima
Secondo il sistema di classificazione dei climi di Köppen, Dumont ha un clima semi-arido, abbreviato "BSk" sulle mappe climatiche.

## Storia
Dumont fu fondata intorno alla fine degli anni 1880.
Anche se è stato un centro minore per le spedizioni e il commercio per diversi ranch, la città non è mai stata altamente popolata, raggiungendo un massimo di 105 residenti nel 1960. Nel 1980 la popolazione scese a 95 residenti e nel 1990 Dumont aveva tre aziende in attività e una popolazione di 85 residenti, il numero della popolazione era lo stesso al censimento del 2000.

## Cultura

### Istruzione
L'educazione pubblica nella comunità di Dumont è fornita dal Guthrie Common School District.